# Göran Enckelman
Göran Enckelman (Lahti, 14 de junho de 1948), foi um futebolista finlandês que atuou em alguns times da Finlândia e também na Seleção Finlandesa de Futebol.